# Intraco I
El Intraco I es un rascacielos de la capital polaca, (Varsovia), fue uno de los primeros rascacielos construidos en Varsovia ya que fue construido en 1975 por la empresa sueca Byggnadsproduktion AB. El edificio está situado en Śródmieście limitando con el distrito Zoliborz, junto a la Estación Gdansk del metro de Varsovia. El edificio Intraco I mide una altura de 138 metros y tiene 39 pisos.
El exterior del edificio es muy simple, tiene un bloque prismático de espejos en las fachadas y un muro cortina verde oscuro, que reemplazó al original en 1998 hecho con mejor tecnología debido al desgaste del antiguo.
Es un edificio típico para personas de alto cargo, su nivel interior es muy alto y espacioso. Las oficinas ocupan alrededor de 31.500 metros cuadrados del edificio, cubren todas las plantas. En el edificio también hay dos restaurantes, salas de conferencias, bar, quiosco, peluquería, floristería, spa, sauna y un aparcamiento subterráneo con capacidad para 200 vehículos. Todas las habitaciones del edificio están equipadas con aire acondicionado y conexión vía satélite para televisión e Internet.